# James Bradford
James Bradford (Washington, 1º novembre 1928 – Silver Spring, 13 settembre 2013) è stato un sollevatore statunitense che ha gareggiato nella categoria dei pesi massimi (oltre 90 kg). Ha partecipato a due edizioni dei Giochi Olimpici e a quattro Campionati del mondo, vincendo la medaglia d'argento in tutte le occasioni.

## Biografia
Bradford iniziò la pratica del sollevamento pesi a 15 anni. Per sua sfortuna, nel corso della sua carriera dovette competere contro alcuni dei più grandi sollevatori dei pesi massimi di tutti i tempi e per questo motivo non riuscì mai a vincere un titolo nelle competizioni olimpiche e mondiali, pur essendo stato anch'egli un grande sollevatore.
Ai Campionati mondiali di Milano 1951 arrivò 2° con 427,5 kg. nel totale su tre prove dietro al connazionale John Henry Davis, campione olimpico in carica.
L'anno seguente ottenne lo stesso risultato alle Olimpiadi di Helsinki 1952 con 437,5 kg. nel totale, sempre alle spalle di Davis.
Nel 1954 partecipò ai Campionati mondiali di Vienna, terminando al 2º posto con 462,5 kg. nel totale, battuto dal connazionale Norbert Schemansky, campione olimpico due anni prima nei pesi medio-massimi.
Nel 1955 terminò 2° ai Campionati mondiali di Monaco di Baviera con 475 kg. nel totale, battuto questa volta dall'altro connazionale Paul Anderson, il quale l'anno successivo diventò campione olimpico.
Bradford non partecipò alle Olimpiadi di Melbourne 1956, pur essendosi qualificato, in quanto scelse di restare accanto alla moglie incinta, nonostante fosse uno dei favoriti per le medaglie olimpiche.
Ritornò ad alti livelli internazionali nel 1959, in occasione dei Campionati mondiali di Varsavia, ottenendo un'altra medaglia d'argento con 492,5 kg. nel totale, questa volta alle spalle del sovietico Jurij Vlasov.
Partecipò infine alle Olimpiadi di Roma 1960, conquistando l'ultima medaglia d'argento della sua carriera con 512,5 kg. nel totale, battuto nuovamente da Vlasov.
Dopo la fine della carriera agonistica Bradford lavorò come rilegatore e ricercatore presso la Biblioteca del Congresso degli Stati Uniti d'America.
Morì per insufficienza cardiaca all'età di 84 anni.